# Alonso Sánchez Coello
Alonso Sánchez Coello (Benifairó de les Valls, 1531 – Madrid, 8 de agosto de 1588) foi o mais proeminente pintor do Renascimento espanhol.

## Biografia
De origem portuguesa, ficou na Flandres onde foi aluno do pintor António Moro e, mais tarde, entrou ao serviço do rei de Espanha Filipe II como retratista para a família real.
O estilo do retrato é influenciado pela influência do mestre Antonio Moro e Ticiano, de quem copiou inúmeras pinturas.

## Trabalho
Enquanto Coello produziu retratos e pinturas religiosas, é por seus retratos que ele é lembrado principalmente. Eles são marcados por uma facilidade de pose e execução, uma dignidade e sobriedade de representação e calor de cores. Embora influenciados pelas pinturas de Mor e Ticiano, esses retratos exibem um talento original e refletem admiravelmente a modéstia e a formalidade da corte espanhola. Pinturas de Filipe II (c. 1580) e da Infanta Isabel Clara Eugénia (1571), ambas no Prado, Madrid, são duas das suas melhores obras. Sánchez Coello também produziu uma comovente série de pinturas dos filhos de Filipe II. A extrema delicadeza do retrato infantil suaviza a rígida etiqueta e a moda da corte. O retrato duplo das Infantas Isabella Clara Eugenia e Catalina Micaela (1568-9; Madrid, Convento de Las Descalzas Reales) é um exemplo.

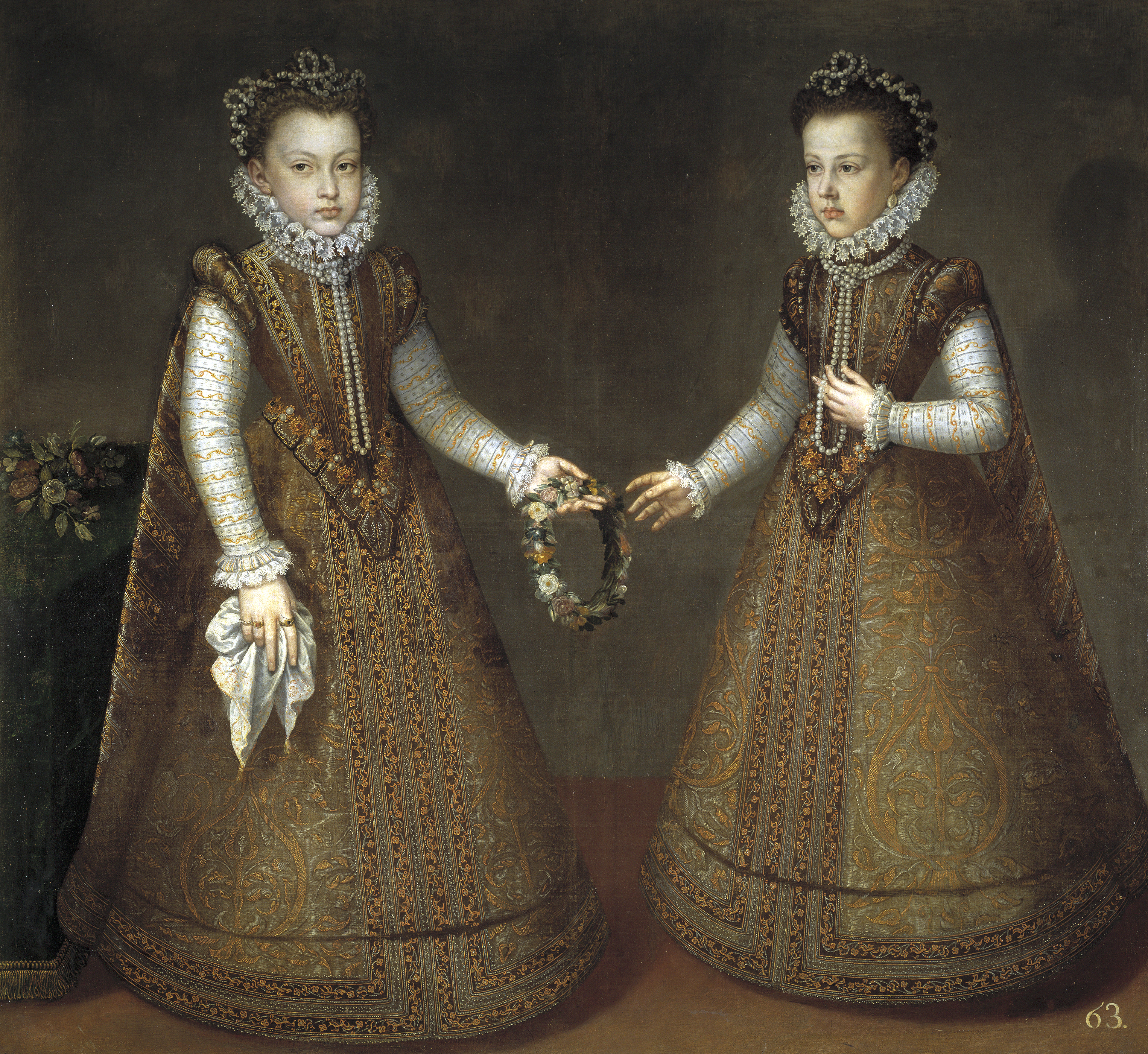
Infantas Isabella Clara Eugenia e Catalina Micaela, c. 1575. Museo do Prado, Madrid

Coello era um seguidor de Ticiano e, como ele, se destacava em retratos e figuras isoladas, elaborando as texturas de suas armaduras, cortinas e acessórios de uma maneira que influenciou notavelmente o estilo de Velázquez em relação a esses objetos. De Mor, Coello aprendeu precisão na representação, e de Ticiano incorporou tons de ouro venezianos, mão de obra generosa e o uso da luz em uma tela. Embora sua dívida com Mor seja evidente, Coello trouxe qualidades distintas ao retrato da corte, notadamente um senso de cor aguçado, uma nitidez de execução e um realismo elevado. A reputação de Coello como retratista foi diluída pelas inúmeras cópias e imitações que levam seu nome erroneamente. Na ausência de um estudo biográfico de Coello, muitas de suas obras ainda se confundem com as de Sofonisba Anguissola, que pintou retratos reais no mesmo período, e Juan Pantoja de la Cruz, aluno de Coello.
As obras religiosas, muitas das quais foram criadas para El Escorial, são consideradas bons, mas indistinguíveis exemplos do estilo austero mais convencional. Entre suas pinturas religiosas está a de São Sebastião na igreja de San Geronimo, também em Madrid. Também é atribuída ao artista uma vista topográfica do movimentado porto de Sevilha (Museu das Américas, Madrid).

## Galeria

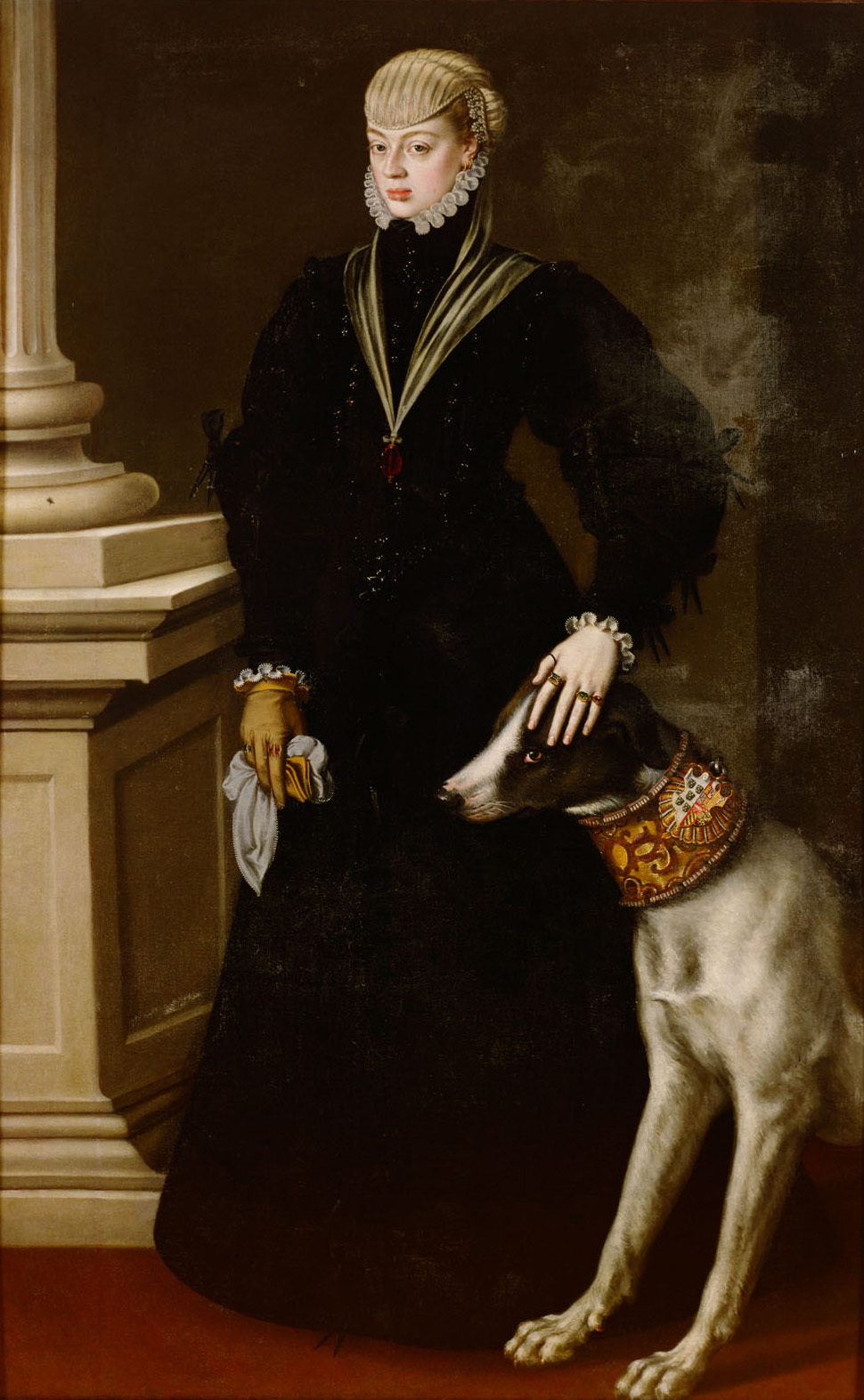
Joana de Portugal, 1557. Kunsthistorisches Museum, Viena
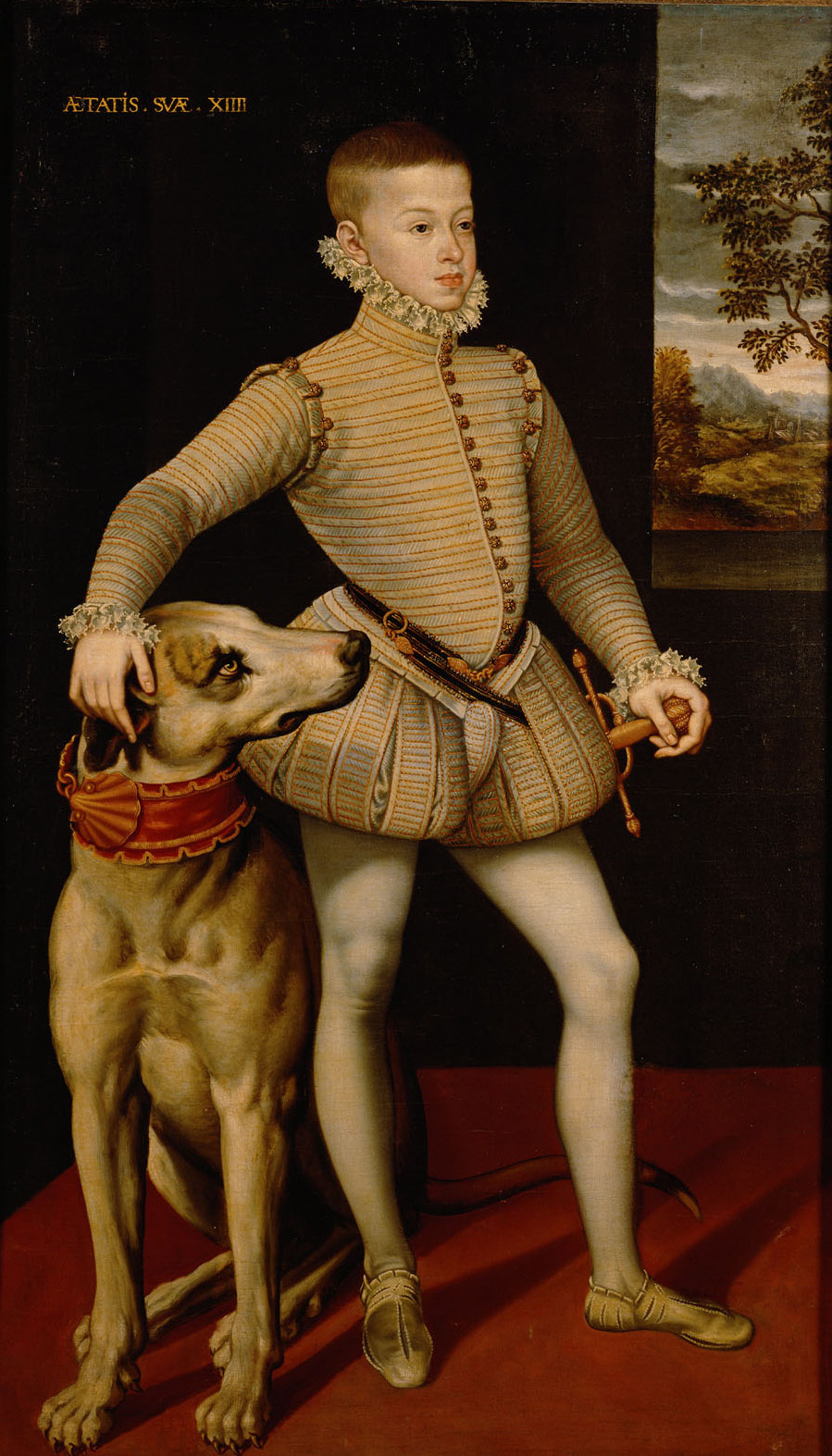
Alberto VII, arquiduque da Áustria, c. 1573. Castelo de Ambras
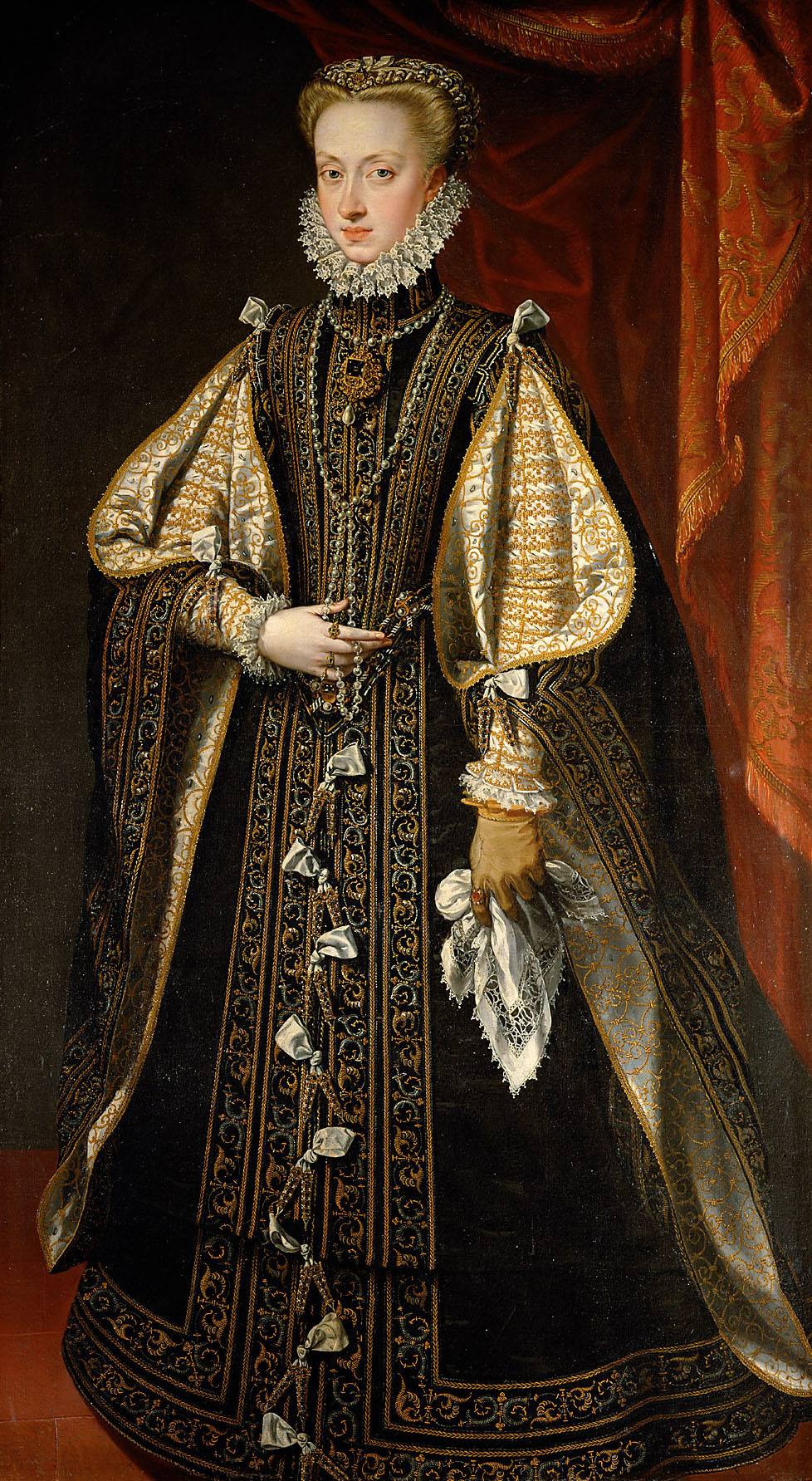
Anna da Áustria, 1571. Kunsthistorisches Museum, Viena
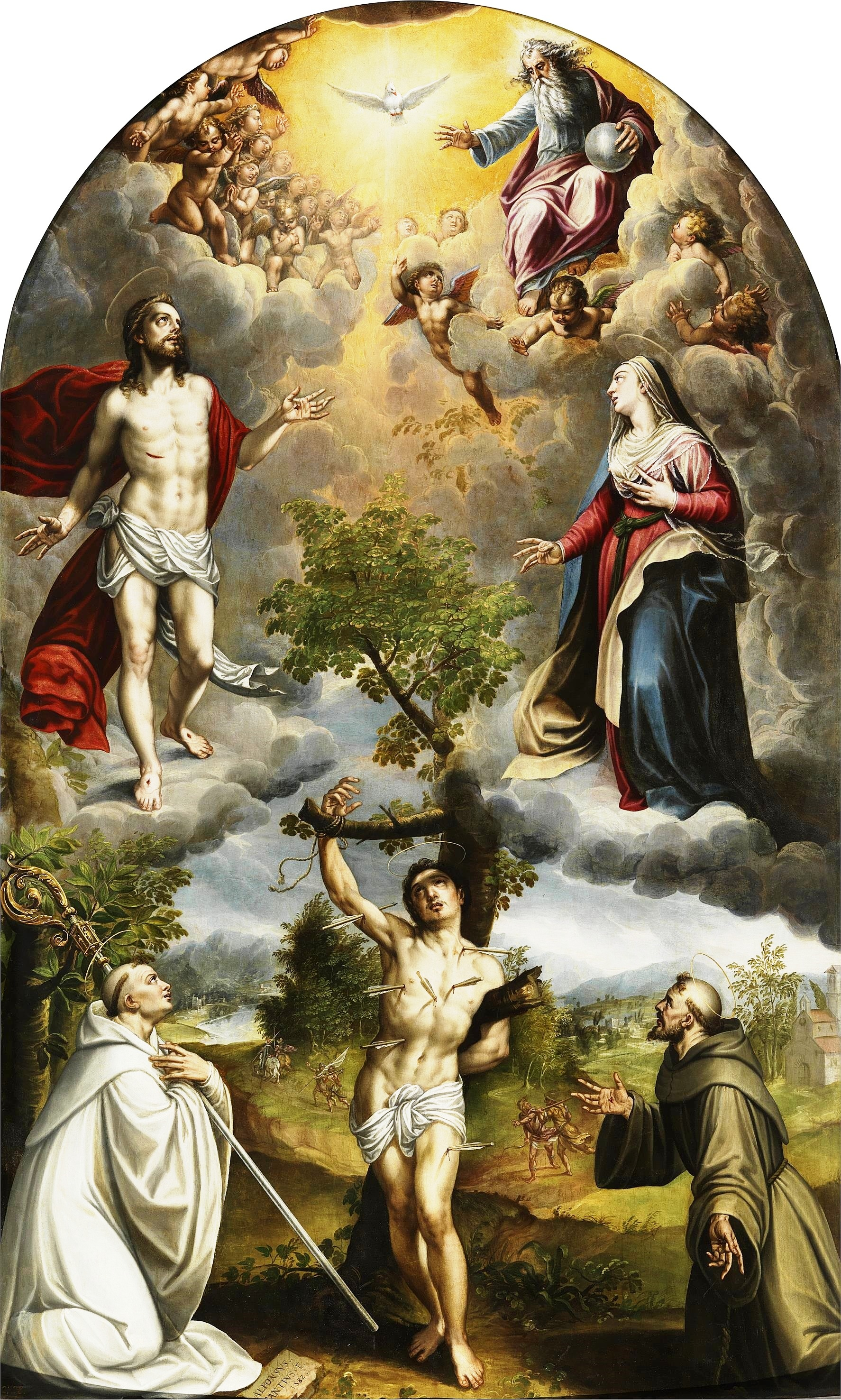
São Sebastião entre São Bernardo e São Francisco, 1582. Museo del Prado, Madrid
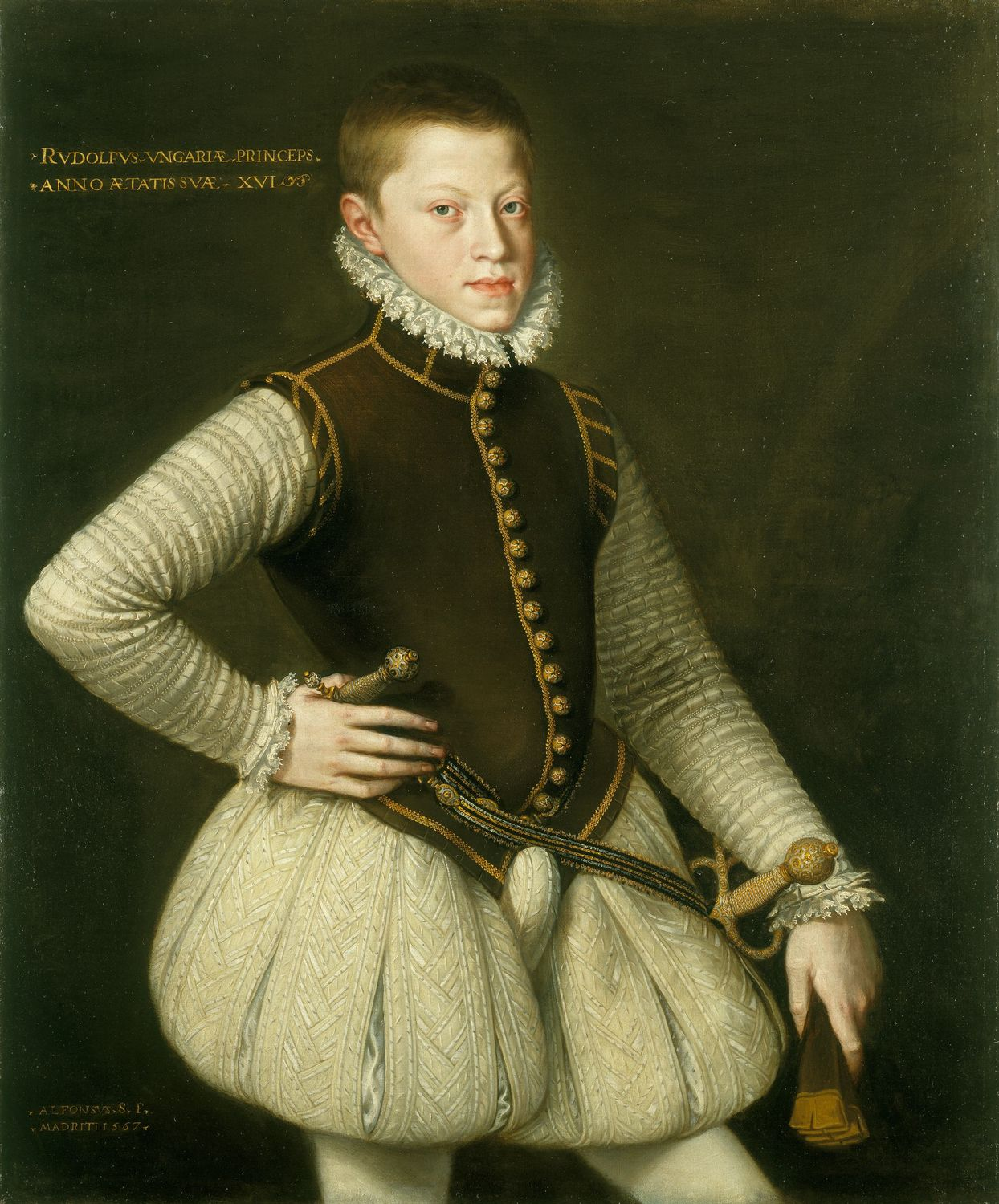
Rodolfo II, Sacro Imperador Romano como um jovem arquiduque, 1567, Coleção Real